# Municipio de Todd (Minnesota)
El municipio de Todd (en inglés: Todd Township) es un municipio ubicado en el condado de Hubbard en el estado estadounidense de Minnesota. En el año 2010 tenía una población de 1393 habitantes y una densidad poblacional de 18,36 personas por km².

## Geografía
El municipio de Todd se encuentra ubicado en las coordenadas 46°56′36″N 95°6′43″O / 46.94333, -95.11194. Según la Oficina del Censo de los Estados Unidos, el municipio tiene una superficie total de 75.87 km², de la cual 67,01 km² corresponden a tierra firme y (11,68 %) 8,86 km² es agua.

## Demografía
Según el censo de 2010, había 1393 personas residiendo en el municipio de Todd. La densidad de población era de 18,36 hab./km². De los 1393 habitantes, el municipio de Todd estaba compuesto por el 96,91 % blancos, el 0,07 % eran afroamericanos, el 1,08 % eran amerindios, el 0,14 % eran asiáticos, el 0,07 % eran de otras razas y el 1,72 % eran de una mezcla de razas. Del total de la población el 0,93 % eran hispanos o latinos de cualquier raza.